# Rambler (typ jachtu)
Rambler – klasa jachtów.
Jack Holt z Wielkiej Brytanii w 1955 roku zaprojektował Ramblera jako dość uniwersalną łódź w trzech wersjach:
- mieczowa jola otwarta,
- mieczowa łódź z rozkładaną brezentową kabinką,
- oraz wersja mieczowo-balastową z niewielką kabiną.

Rambler posiada wiele zalet. Jest to łódź stosunkowo szybka, stateczna, przystosowana do żeglugi na fali. Budowana systemem bezżebrowym jest bardzo łatwa w konserwacji, a ładna nadbudówka dodaje łodzi lekkości i zapewnia stosunkowo wygodne wnętrze kabiny.
Jacht budowany jest ze sklejki 8-10 mm, kadłub typu skipjak. Jest to stosunkowo niedrogi kabinowy jacht turystyczny, można wygodnie pływać w dwie osoby z dzieckiem, a do obsługi jachtu wystarcza w zupełności jedna osoba. Kabina jest dość obszerna, a brak zabudowy kojowej znakomicie poprawia "mieszkalność" wnętrza.
Budowany w Polsce w seriach po kilka - kilkanaście sztuk w wersjach zmienionych w stosunku do oryginalnego projektu. Między innymi poprawiono łączenie poszczególnych arkuszy sklejki, zmieniono profil nadbudówki. Wersje popularne w Polsce to mieczowy ze stałą nadbudówką, balastowo-mieczowy ze stałą nadbudówką (tych zbudowano najwięcej), typowo balastowy ze stałą, przedłużoną nadbudówką. Kilkanaście egzemplarzy trafiło do ośrodka sportów wodnych LOK w Jastarni. Pływały po Zatoce Gdańskiej jako jachty szkoleniowe. Jeden egzemplarz (w roku 2005) nadal był eksploatowany na Zatoce. Na wersji balastowo-mieczowej dokonywano wielu przeróbek, w tym bardzo udane polegające na podniesieniu dna kokpitu do wysokości głowicy skrzyni miecza, zabudowaniu ławeczek kokpitowych i wykonaniu włazu do achterpiku. Powstał tym samym jacht z niezmienioną bryłą zewnętrzną, ale z wyraźnie powiększonym wnętrzem zaopatrzonym w dwie hundkoje oraz koje w pozostałej części kabiny.
Jacht w każdej z wersji (a zwłaszcza w wersji balastowo-mieczowej) jest szybki i stabilny. Pływa bardzo ostro do wiatru, zachowuje znaczną prędkość w kursach pełnych. Stąd jego popularność i obecność na polskich akwenach do chwili obecnej.

## Podstawowe parametry
- długość całkowita: 517 cm
- szerokość: 190 cm
- powierzchnia żagla: 14 m²
- masa kadłuba: 600 kg
- zanurzenie min: 45 cm
- kadłub o przekroju skipjak